# Sudan Archives
Sudan Archives est le nom de scène de la musicienne Brittney Parks, basée à Los Angeles. 
Violoniste et chanteuse, elle fait partie du label Stones Throw Records.

## Biographie
Parks grandit à Cincinnati, Ohio. Autodidacte, elle commence à jouer du violon quand elle est en 4th grade (équivalent du CM1).

## Style musical
Parks s'inspire de la musique soudanaise, du R&B américain ainsi que de la musique électronique expérimentale,.

## Discographie

### Albums Studio
| Année | Titre  |
| ----- | ------ |
| 2019  | Athena |

### EPs
| Année | Titre          |
| ----- | -------------- |
| 2017  | Sudan Archives |
| 2018  | Sink           |

### Singles
| Année | Titre       |
| ----- | ----------- |
| 2017  | Water       |
| 2019  | Confessions |